# 돌아보지마
돌아보지마(Ne Te Retourne Pas, Don't Look Back)는 벨기에에서 제작된 마리나 드 반 감독의 2009년 영화이다. 모니카 벨루치 등이 주연으로 출연하였고 패트릭 소벨만 등이 제작에 참여하였다.

## 출연

### 주연
- 모니카 벨루치
- 소피 마르소
- 안드레아 디 스테파노
- 브리짓 캐틸론

### 조연
- 디디에 플라망
- 띠에리 누빅
- 실비 그라노티에
- 아구스토 주치
- 지오바니 프랜조니
- 프레더릭 프렌너이
- 나탈리 브록커

## 제작진
- 공동제작: 제니 틸저
- 공동제작: 다이아나 엘바움
- 공동제작: 세바스찬 델로이
- 공동제작: 콘치타 에롤디
- 의상: 막달레나 라부제
- 배역: 브리짓 므와동
- 배역: 카챠 울프